# 里奥毛 (佩纳菲耶尔)
里奥毛是葡萄牙波尔图区的一个堂区。总面积5.64平方公里，总人口1485人，人口密度263.3人/平方公里。